# Али Асадов
Али Асадов (азер. Əli Hidayət oğlu Əsədov; Баку, 30. новембар 1956) азербејџански је политичар и тренутни премијер Азербејџана од 8. новембра 2019. године.